# パンジシール州
パンジシール州（パンジシールしゅう、Panjshīr Velāyat、ダリー語： پنج شیر、タジク語: Вилояти Панҷшер）は、アフガニスタン北東部にある州である。州都はバザラック。面積は3,610km2、人口約17万3千人である。

## 名称
パンジシールとはサンスクリット語またはペルシャ語で「5頭の獅子」の意である。

## 地理
パンジシール川（カーブル川支流）が流れるパンジシール渓谷は、カーブルの北150 km、ヒンドゥークシュ山脈の裾にある。

## 歴史
エメラルドの有名な産地で、古くはプリニウスも同地域の宝石について記述を残している。
中世には、銀の産出が盛んに行なわれ、サッファール朝やサーマーン朝によってコインが鋳造された。
ヒンドゥークシュ山脈のサラン峠を巡ってパンジシール攻勢（1980年 - 1985年）が行われた。
本州の中心地、パンジシール渓谷は、ジャマーアテ・イスラーミー（イスラム協会、後に北部同盟）のアフマド・シャー・マスード将軍の根拠地（タハール州と並んで）として知られた。マスードの指揮の下、パンジシール渓谷はソビエト連邦軍にもターリバーンにも制圧されなかった唯一の地域であった。

### アメリカ同時多発テロ事件以降
パンジシール州は1957年から約半世紀間パルヴァーン州の一部だったが、2004年4月に分割されて独立した州になった。10月には第一回の大統領選挙が実施され、パンジシール州ではユーヌス・カーヌーニー（約95％）が最多得票を得た。2009年8月、第二回の大統領選挙が実施され、パンジシール州ではアブドラ・アブドラ元外相が最多得票（約68％）を得た。2011年7月、ISAF軍はパンジシール州の治安権限をアフガニスタン軍に移譲した。2015年2月24日～25日未明にかけての雪崩で約100棟の住宅が倒壊した。

### 現状
2021年にターリバーンの攻勢によってアフガニスタン・イスラム共和国政府が事実上崩壊すると、アフマド・シャー・マスード将軍の息子アフマド・マスードは国外に脱出したアシュラフ・ガニー大統領に代わって暫定大統領就任を宣言したアムルッラー・サーレハ第一副大統領と共にパンジシール渓谷での抵抗運動を呼び掛けた。2021年9月3日にターリバーン関係者がパンジシール州の制圧も完了し、アフガニスタン全土を支配下に置いたと主張したが、一方で抵抗勢力はこれを否定した。9月6日、ターリバーンは記者会見でパンジシール渓谷を完全支配下に置いたと宣言し、マスードとサーレハがタジキスタンに逃亡したと報告があったことも同時に公表した
。

## 人口統計

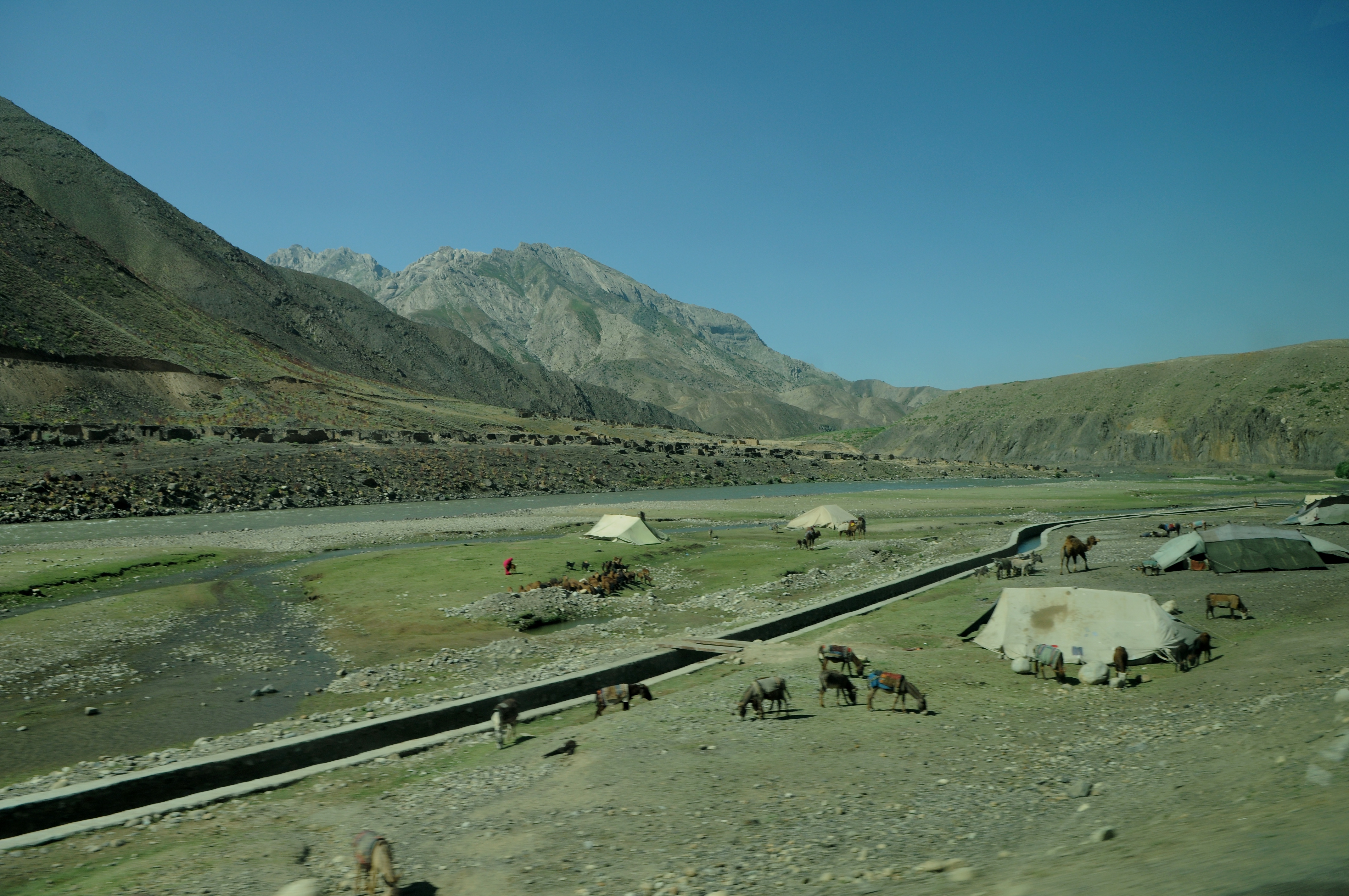
パンジシールのクチ族遊牧民

2021年現在、州の総人口は約17万3千人。

### 民族と言語
戦争研究所（ワシントンD.C.のシンクタンク）によると、タジク系住民が人口の大半を占めている。その他、ハザーラ人、ヌーリスターン人、en:Kochi peopleが居住している。
州内ではダリー語（アフガン・ペルシャ語）が主流である。

### 宗教
全住民はイスラム教を信仰しており、アフガニスタンの他の地域のハザーラ人がほとんどシーア派であるのに対し、この地域はスンニ派が多数派となっている。

### 地域別人口
| 郡(District)    | 州都       | 人口   | 面積     | 村の数 |
| --------------- | ---------- | ------ | -------- | ------ |
| Abshar District |            | 12,707 |          |        |
| Anaba           |            | 20,682 | 164 km2  | 31     |
| Bazarak         | バザラック | 21,629 | 378 km2  | 29     |
| Darah           |            | 15,951 | 709 km2  | 134    |
| Khenj           |            | 45,961 | 688 km2  | 154    |
| Paryan          |            | 17,033 | 1270 km2 | 67     |
| Rokha           |            | 26,360 | 144 km2  | 72     |
| Shotul          |            | 12,572 | 55 km2   | 23     |

## 産業

### 鉱業
パンジシール渓谷ではエメラルドと銀の鉱脈が発見されており、1985年には190カラットの原石が発見された。